# Віреон рудобровий
Віреон рудобровий (Cyclarhis gujanensis) — вид горобцеподібних птахів родини віреонових (Vireonidae).

## Поширення
Вид поширений зі східної частини Мексики через Центральну Америку, Беліз, Гватемалу, Сальвадор, Гондурас, Нікарагуа, Коста-Рику та Панаму; далі у Південній Америці від Колумбії на схід через Венесуелу, Гаяну, Тринідад і Тобаго, Суринам і Французьку Гвіану, на південь через Бразилію (відсутній на більшій частині західної Амазонії), Еквадор, Перу, Болівію, Парагвай, Уругвай до центральної частини Аргентини. Мешкає у різних середовищах проживання, таких як сухі ліси, галявини, узлісся, савани, переважно нижче 2000 м над рівнем моря, локально до 2500-3000 м в Андах. Також трапляється на плантаціях, евкаліптових лісах, серрадо, каатинзі, пасовищах, мангрових заростях, парках та міських вулицях.

## Опис
Дрібний птах, завдовжки 16 см, вагою 28 г. Оперення верхньої частини тіла оливкового кольору, голова та потилиця сірого кольору. Забарвлення горла і грудей від блідо-жовтого до оливково-жовтого кольору, черево біляве. Лоб червоно-бурого кольору.

## Підвиди
Включає 22 підвиди:
- Cyclarhis gujanensis septentrionalis Phillips, AR, 1991 — схід Мексики.
- Cyclarhis gujanensis flaviventris Lafresnaye, 1842 — південний схід Мексики, на схід до Гватемали та північного Гондурасу.
- Cyclarhis gujanensis yucatanensis Ridgway, 1887 — південно-східна Мексика на південь до північного Гондурасу.
- Cyclarhis gujanensis nicaraguae Miller, W & Griscom, 1925 — південна Мексика (центральний Чіапас), Гватемала, Сальвадор, Гондурас і Нікарагуа.
- Cyclarhis gujanensis subflavescens Cabanis, 1861 — Коста-Рика та захід Панами.
- Cyclarhis gujanensis perrygoi Wetmore, 1950 — західна центральна Панама на тихоокеанському схилі.
- Cyclarhis gujanensis flavens Wetmore, 1950 — центральна та східна Панама вздовж узбережжя Тихого океану.
- Cyclarhis gujanensis coibae Hartert, 1901 — острів Койба біля південно-західне узбережжя Панами.
  - Cyclarhis gujanensis cantica Bangs, 1898 — північна та центральна Колумбія.
- Cyclarhis gujanensis parva Chapman, 1917 — північно-східна Колумбія та північна Венесуела.
- Cyclarhis gujanensis flavipectus Sclater, 1859 — північно-східна Венесуела та острів Тринідад.
- Cyclarhis gujanensis gujanensis (Gmelin, 1789) — східна Колумбія, південна Венесуела, Гвіана, східний Перу, північно-східна Болівія і Бразилія на південь до північної частини Мату-Гросу.
- Cyclarhis gujanensis pax Bond & Meyer de Schauensee, 1942 — схід центральної Болівії.
- Cyclarhis gujanensis dorsalis Zimmer, JT, 1942 — центральноболівійське нагір'я.
- Cyclarhis gujanensis tarijae Bond & Meyer de Schauensee, 1942 — південно-східна Болівія і крайня північно-західна Аргентина.
- Cyclarhis gujanensis insularis Ridgway, 1885 — острів Косумель (північно-східне узбережжя півострова Юкатан).
- Cyclarhis gujanensis virenticeps Sclater, 1860 — західний Еквадор і північний захід Перу.
- Cyclarhis gujanensis contrerasi Taczanowski, 1879 — південно-східний Еквадор і північ Перу.
- Cyclarhis gujanensis saturata Zimmer, JT 1925 — центральна частина Перу.
- Cyclarhis gujanensis viridis (Vieillot, 1822) — Парагвай і північ Аргентини.
- Cyclarhis gujanensis cearensis Baird, 1866 — східна Бразилія.
- Cyclarhis gujanensis ochrocephala Tschudi, 1845 — Парагвай на південь до північно-східної Аргентини, південний схід Бразилії та Уругвай.